# Banho e Carvalhosa
Banho e Carvalhosa es una freguesia portuguesa del concelho de Marco de Canaveses, con 4,83 km² de superficie y 1.470 habitantes (2001). Su densidad de población es de 304,3 hab/km².